# Репнинский, Сергей Яковлевич
Сергей Яковлевич Репнинский (1775—1818) — российский командир эпохи наполеоновских войн, генерал-майор.

## Биография
Происходил из дворян. В службе — с 1 января 1782 года; 28 декабря произведён сержантом в лейб-гвардии Преображенском полку; с 1 января 1791 года — прапорщиком в лейб-гвардии Семёновском полку, через год подпоручик, ещё через год — поручик. С 16 апреля 1797 года — штабс-капитан, с 28 июля 1798 — капитан; 19 апреля 1799 года произведён в полковники  и назначен командиром Владимирского мушкетерского полка.
Произведён в генерал-майоры и назначен шефом Смоленского мушкетерского полка 6 октября 1800 года. С 7 апреля 1801 года — член Военной коллегии. 5 января 1802 года он был назначен командиром Ряжского мушкетерского полка, а 12 ноября 1802 — шефом Новгородского мушкетерского полка (19 октября 1810 полк был переименован в 43-й егерский).

Участвовал в войне с французами в 1805 году: под Креймсом и Аустерлицем, где получил несколько пулевых ранений. Участвовал в русско-турецкой войне. В 1807 году находился при осаде крепости Измаила. Командуя колонной при штурме Браилова 20 апреля 1809 года, был ранен пулей в голову; затем был при взятии Исакчи, Базарджика, за отличие награждён орденом Св. Анны 1-й степени. За штурм Шумлы награждён 23 ноября 1810 года орденом Св. Георгия 3-го кл. № 214 
В воздаяние подвигов отличного мужества и храбрости, оказанных в сражении против турецких войск 23-го июля при Шумле.
За отличие под крепостью Видина, 22 июля 1811 года, был награждён орденом Святого Владимира 3-й степени.
В начале 1812 года 43-й егерский полк, шефом которого был Репнинский, в составе 3-й бригады 16-й пехотной дивизии находился в отряде генерал-майора Н.И.Лидерса в Сербии, а затем присоединился к армии П.В.Чичагова. Принял участие в сражении под Красным 5-6 ноября 1812 года.
В кампании 1813 года воевал в Германии. В 1814 году сражался при Краоне и Лаоне. 13 апреля 1814 года отправлен в отпуск для излечения ран с зачислением по армии. 
Сергей Яковлевич Репнинский умер 25 марта 1818 года в Москве и был похоронен в Московском Новодевичьем монастыре.